# Моту Нуи
Моту Нуи (рапа нуи: Motu Nui) је највеће од три острвцета у архипелагу северозападно од Ускршњег острва. Налази се на 27°12‘ јгш и 109°27‘ згд, што га чини најзападнијом тачком Јужне Америке и Чилеа.

## Географија
Моту Нуи је вулканског порекла и представља врх подморског вулкана, високог 2.000 метара. Површина му је око четири хектара и представља одлично место за гнежђење птица, док је у прошлости било веома важно светилиште домородаца.